# Platycercus icterotis
El perico carigualdo (Platycercus icterotis) una especie de ave psitaciforme de la familia Psittaculidae endémica del suroeste de Australia. Habita en los bosques de eucaliptos y otras zonas arboladas. 

## Descripción

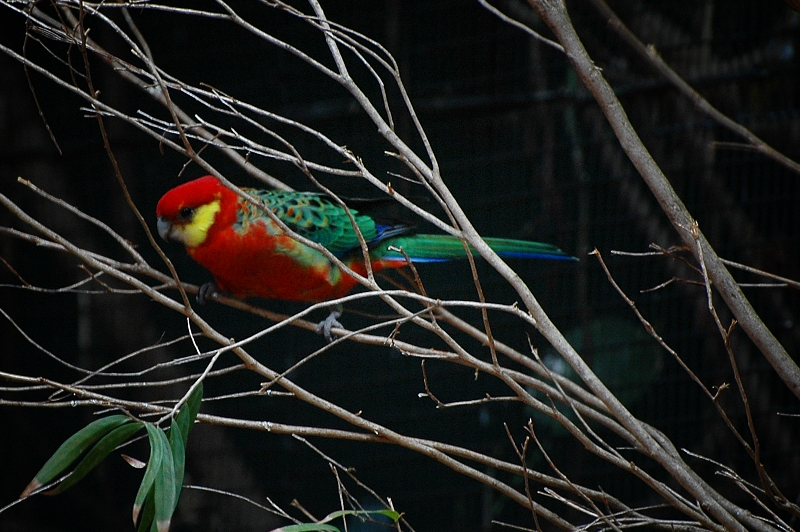
Macho en el zoo de Perth.

Es la especie de menor tamaño de su género, con una longitud de 25 y 30 cm  y un peso de entre 28 y 80 g, siendo su media de 63,3 g. Su plumaje de la cabeza, cuello y partes inferiores es rojo salvo las mejillas que son amarillas o blanquecino amarillentas, en cambio sus partes superiores presentan un patrón escamado en verde y negro, con los bordes de las ala. Su cola tiene las plumas centrales verdes y las exteriores de la cola azules. Los machos son ligeramente más grandes y tienen las mejillas de tonos más intensos. Sus picos y patas son grisáceos. Los juveniles son muy diferentes a los adultos, son principalmente verdes, con cierto moteado negro en la espalda y los bordes de alas y cola azules, y solo algo de rojo manchando las partes inferiores y el píleo.

## Comportamiento
El perico carigualdo suele vivir en parejas pero a menudo se congregan en grupos de unos veinte individuos para buscar alimento. Su dieta se compone principalmente de hierba y semillas. Suelen anidar en los huecos de los troncos de grandes árboles, generalmente de alrededor de un metro de profundidad, y prefieren aquellos que tienen serrín en su fondo (normalmente creado por la actividad de los insectos que crearon el túnel). La hembre incuba los huevos y solo los deja por la mañana y al atardecer para alimentarse de la comida que le proporciona el macho.

## Subespecies
Se reconocen las siguientes:
- P. i. icterotis (Temminck & Kuhl, 1820) - costa del sudoeste de Australia
- P. i. xanthogenys Salvadori, 1891 - interior del sudoeste de Australia

## Avicultura
Los pericos carigualdos son mascotas comunes aunque son agresivos con las demás aves. Son bastante sociables con los humanos y suelen silbar en contestación cuando se les silba.